# Halecium pygmaeum
Halecium pygmaeum är en nässeldjursart som beskrevs av John Fraser 1911. Halecium pygmaeum ingår i släktet Halecium och familjen Haleciidae. Inga underarter finns listade i Catalogue of Life.